# Danh sách đơn vị hành chính Hồ Bắc
Tỉnh Hồ Bắc, Trung Quốc được chia ra thành các đơn vị hành chính sau:
- 13 đơn vị cấp địa khu
  - 11 địa cấp thị
  - 1 thành phố cấp phó tỉnh
  - 1 châu tự trị
- 102 đơn vị cấp huyện
  - 24 huyện cấp thị
  - 37 huyện
  - 2 huyện tự trị
  - 38 khu (quận)
  - 1 lâm khu
- 1220 đơn vị cấp hương
  - 733 trấn/ thị trấn
  - 201 hương/ xã
  - 9 hương dân tộc
  - 277 nhai đạo

Tất cả các đơn vị hành chính này được giải thích chi tiết trong bài phân cấp hành chính Trung Quốc. Danh sách sau chỉ liệt kê các đơn vị hành chính cấp địa khu và cấp huyện của Hồ Bắc.
| Thành phố (địa cấp thị)                                           | Quận | Huyện, thành phố cấp huyện (huyện cấp thị) |
| ----------------------------------------------------------------- | --- | --- |
| • Vũ Hán (武汉市)                                                 | Giang Ngạn (江岸区) Vũ Xương (武昌区) Giang Hán (江汉区) Kiều Khẩu (硚口区) Hán Dương (汉阳区) Thanh Sơn (青山区) Hồng Sơn (洪山区) Đông Tây Hồ (东西湖区) Hán Nam (汉南区) Thái Điện (蔡甸区) Giang Hạ (江夏区) Hoàng Pha (黄陂区) Tân Châu (新洲区) | không có |
| • Hoàng Thạch (黄石市)                                            | Hoàng Thạch Cảng (黄石港区) Tây Tắc Sơn (西塞山区) Hạ Lục (下陆区) Thiết Sơn (铁山区) | thành phố cấp huyện Đại Dã (大冶市) Dương Tân (阳新县) |
| • Thập Yển (十堰市)                                               | Trương Loan (张湾区) Mao Tiễn (茅箭区) | thành phố cấp huyện Đan Giang Khẩu (丹江口市) Vân huyện (郧县), Trúc Sơn (竹山县), Phòng huyện (房县) Vân Tây (郧西县), Trúc Khê (竹溪县) |
| • Kinh Châu (荆州市)                                              | Sa Thị (沙市区) Kinh Châu (荆州区) | thành phố cấp huyện Hồng Hồ (洪湖市) thành phố cấp huyện Thạch Thủ (石首市) thành phố cấp huyện Tùng Tư (松滋市) Giam Lợi (监利县), Công An (公安县) Giang Lăng (江陵县) |
| • Nghi Xương (宜昌市)                                             | Tây Lăng (西陵区) Ngũ Gia Cương (伍家岗区) Điểm Quân (点军区) Khiêu Đình 猇亭区 Di Lăng (夷陵区) | thành phố cấp huyện Nghi Đô (宜都市) thành phố cấp huyện Đương Dương (当阳市) thành phố cấp huyện Chi Giang (枝江市) Tỷ Quy (秭归县), Viễn An (远安县) Hưng Sơn (兴山县) huyện tự trị dân tộc Thổ Gia Ngũ Phong (五峰土家族自治县) huyện tự trị dân tộc Thổ Gia Trường Dương (长阳土家族自治县) |
| • Tương Dương (襄阳市)                                            | Tương Thành (襄城区) Phàn Thành (樊城区) Tương Châu (襄州区) | thành phố cấp huyện Lão Hà Khẩu (老河口市) thành phố cấp huyện Tảo Dương (枣阳市) thành phố cấp huyện Nghi Thành (宜城市) Nam Chương (南漳县) Cốc Thành (谷城县) Bảo Khang (保康县) |
| • Ngạc Châu (鄂州市)                                              | Ngạc Thành (鄂城区) Hoa Dung (华容区) Lương Tử Hồ (梁子湖区) | không có |
| • Kinh Môn (荆门市)                                               | Đông Bảo (东宝区) Xuyết Đao (掇刀区) | thành phố cấp huyện Chung Tường (钟祥市) Kinh Sơn (京山县), Sa Dương (沙洋县) |
| • Hiếu Cảm (孝感市)                                               | Hiếu Nam (孝南区) | thành phố cấp huyện Ứng Thành (应城市) thành phố cấp huyện An Lục (安陆市) thành phố cấp huyện Hán Xuyên (汉川市) Vân Mộng (云梦县), Đại Ngộ (大悟县) Hiếu Xương (孝昌县) |
| • Hoàng Cương (黄冈市)                                            | Hoàng Châu (黄州区) | thành phố cấp huyện Ma Thành (麻城市) thành phố cấp huyện Vũ Huyệt (武穴市) Hồng An (红安县), La Điền (罗田县) 浠水县, Kỳ Xuân (蕲春县) Hoàng Mai (黄梅县), Anh Sơn (英山县) Đoàn Phong (团风县)                                                                                                |
| • Hàm Ninh (咸宁市)                                               | Hàm An (咸安区) | thành phố cấp huyện Xích Bích (赤壁市) Gia Ngư (嘉鱼县), Thông Sơn (通山县) Sùng Dương (崇阳县), Thông Thành (通城县) |
| • Tùy Châu (随州市)                                               | Tằng Đô (曾都区) | thành phố cấp huyện Quảng Thủy (广水市) Tùy huyện (随县) |
| • Châu tự trị dân tộc Thổ Gia, Miêu Ân Thi (恩施土家族苗族自治州) | • Châu tự trị dân tộc Thổ Gia, Miêu Ân Thi (恩施土家族苗族自治州) | thành phố cấp huyện Ân Thi (恩施市) thành phố cấp huyện Lợi Xuyên (利川市) Kiến Thủy (建始县), Lai Phượng (来凤县) Ba Đông (巴东县), Hạc Phong (鹤峰县) Tuyên Ân (宣恩县), Hàm Phong (咸丰县)                                                                                                   |
| • Đơn vị hành chính cấp huyện trực thuộc tỉnh                     | • Đơn vị hành chính cấp huyện trực thuộc tỉnh | thành phố cấp huyện Tiên Đào (仙桃市) thành phố cấp huyện Thiên Môn (天门市) thành phố cấp huyện Tiềm Giang (潜江市) lâm khu Thần Nông Giá (神农架林区) |